# Uma2rman
Uma2rman (Ruski: Ума2рман) je ruska grupa koju čine braća Vladimir i Sergej Kristovskij. Nazvali su grupu po glumici Umi Thurman. Za koncerte su angažirali dodatne muzičare: Aleksej Ernst i Aleksej Kaplun - klavir, Sergej Solodkin - bubnjevi, Aleksej Kožakov i Jurij Terletskij - gitara.  Od osnivanja 2003. objavili su 4 albuma.
Njihova pjesma, "Nočnoj Dozor" ("Ночной Дозор"), služila je kao soundtrack u završnim odjavama istoimenog filma, u ruskom emitiranju.

## Diskografija
| Godina | Album                                      |
| ------ | ------------------------------------------ |
| 2004.  | V Gorode N (В городе N)                    |
| 2005.  | A Možet Eto Son?... (А Может Это Сон?…)    |
| 2008.  | Kuda Privodjat Mečty (Куда Приводят Мечты) |
| 2009.  | 1825                                       |

## Vanjske poveznice
- Blog Uma2rman
- Sergej Kristovskij - službena stranica  Arhivirana inačica izvorne stranice od 28. svibnja 2009. (Wayback Machine)